# Atherton-Inseln
Die Atherton-Inseln bestehen aus zwei kleinen Inseln im Archipel der Südlichen Shetlandinseln. Sie liegen 3 km westnordwestlich des Bell Point von King George Island.
Kartiert und benannt wurden sie zwischen 1934 und 1935 von Teilnehmern der britischen Discovery Investigations. Namensgeber ist Noel Atherton (1899–1987), damals Kartograf im United Kingdom Hydrographic Office und später leitender Hydrograph dieser Institution zwischen 1951 und 1952.